# 东征战役
东征战役，又称红军东征，是第一次国共内战中，中共红一方面军与国军的一次战役。中共试图东渡黄河进入山西，以便在华北直接抗日，但被阎锡山阻止，被迫返回。

## 过程
1936年2月17日，中共中央发表《东征宣言》，号称为实现抗日，渡河东征。2月18日，红军开始行动。当晚8时左右，林彪和聂荣臻指挥红1军团（编有陈赓、杨成武的红一师，刘亚楼和萧华的红二师，陈光、彭雪枫的红三师）从山西绥德县（需勘误，绥德在陕西省）沟口，徐海东、程子华指挥的红15军团从山西清涧（需勘误，清涧在陕西省）河口渡过黄河。到2月25日，包围山西石楼县县城，击溃晋绥军5个团，俘虏1200余人。同时，刘志丹、宋任穷指挥的红28军趁晋绥军4个旅撤退回山西，再次攻占晋绥军占领的陕西西北吴堡和佳县。:789林彪亲自在一线侦查地形为部队选择好强渡黄河的渡口，20日，红一方面军发起进攻，双方经历东渡黄河战斗、石楼县战斗、关上村战斗等战斗，5月2日－5日红一方面军返回。红一方面军缴获各种枪4000余支、炮20余门。